# Гомес, Леандро
Леандро Гомес Харли (исп. Leandro Gómez Harley; 25 ноября 1906 или 21 марта 1902, Монтевидео — 18 апреля 1979, Монтевидео) — уругвайский баскетболист, центровой, и легкоатлет, выступавший в беге на короткие дистанции. Участник летних Олимпийских игр 1936 года, двукратный чемпион Южной Америки 1930 и 1932 годов, бронзовый призёр чемпионата Южной Америки 1935 года.

## Биография
Леандро Гомес родился 21 марта 1902 года в уругвайском городе Монтевидео.
Играл в баскетбол на позиции центрового за уругвайские «Стокольмо», «Унион Атлетика», «Насьональ де Регатас» и «Насьональ». Дважды становился чемпионом страны: в 1925 году с «Унион Атлетика», в 1935 году — с «Насьоналем».
В составе сборной Уругвая трижды выигрывал медали чемпионата Южной Америки: золотые в 1930 году в Монтевидео и в 1932 году в Сантьяго, бронзовую в 1935 году в Рио-де-Жанейро.
В 1936 году вошёл в состав сборной Уругвая по баскетболу на летних Олимпийских играх в Берлине, занявшей 6-е место. Провёл 6 матчей, набрал (по имеющимся данным) 9 очков в матче со сборной Канады.
Также успешно занимался лёгкой атлетикой. В 1922 году стал чемпионом Уругвая в беге на 110 метров с барьерами с рекордом страны и Южной Америки — 15,80 секунды.
Умер 18 апреля 1979 года в Монтевидео.